# Nelson Hackett
Nelson Hackett (né vers 1810) est un esclave évadé qui s'est enfui au Canada.

## Biographie

### Fuite
En 1841, Hackett échappe à son maître de l'Arkansas, Alfred Wallace, sur un cheval volé. Six semaines plus tard, il traverse la frontière et entre dans le Haut-Canada près de ce qui est aujourd'hui Windsor. Hackett est alors arrêté et retenu à Chatham.
Wallace engage cependant des poursuites ; il disposait de relations, en particulier avec le gouverneur de l'Arkansas, Archibald Yell. Wallace et un associé, George C. Grigg, se rendent au Canada et prennent des dispositions contre Hackett pour avoir volé le cheval, ainsi qu'une montre en or appartenant à Wallace.

### Extradition
Malgré l'opposition du procureur général du Haut-Canada, William Henry Draper, Hackett est extradé vers les États-Unis sur ordre de sir Charles Bagot, en raison du vol de montre, qui dépasse le nécessaire pour son évasion. La réaction publique des abolitionnistes d'Angleterre, du Canada et des États-Unis est forte : les politiciens de la Chambre des communes britannique et du Conseil exécutif du Haut-Canada remettent en question les motifs de l'extradition, ainsi que sa légalité.

### Dissuasions et sort
Wallace semble avoir eu l'intention de faire un exemple destiné aux esclaves américains : montrer que le Canada ne se révélerait pas être un refuge sûr pour eux. Le fait que ses factures juridiques dépassaient de loin la valeur marchande de Hackett semble le confirmer. En tout état de cause, sa stratégie échoue puisque l'évasion de Hackett attire davantage l'attention sur le Canada en tant que refuge pour les esclaves. Lorsque la clause d'extradition du traité Webster-Ashburton est finalement négociée, les esclaves sont protégés contre l'extradition vers leurs anciens maîtres américains.
Le sort de Hackett est inconnu après son retour en Arkansas concernant la peine de mort.